# Carsten Jancker
Carsten Jancker (Grevesmühlen, 28 de Agosto de 1974) é um ex-futebolista alemão, que atuava como atacante.

## Carreira

### Seleção Alemã
Foi por muitas vezes convocado à seleção alemã, principalmente entre 2000 e 2002, quando participou da Euro 2000 e da Copa do Mundo FIFA de 2002. Porém, deixou de ser convocado após sua saída do Bayern Munique. No total, jogou 33 jogos pela seleção, marcando 10 gols.

## Títulos
Rapid Viena
- Campeonato Austríaco (1): 1996

Bayern de Munique
- Campeonato Alemão (4): 1997, 1999, 2000, 2001
- Copa da Alemanha (2): 1998, 2000
- Copa da Liga Alemã (4): 1997, 1998, 1999, 2000
- Liga dos Campeões da UEFA (1): 2001
- Copa Intercontinental (1): 2001